# Паметник на Апостол Петков
Паметникът на Апостол Петков е бюст на българския революционер, войвода на Вътрешната македоно-одринска революционна организация Апостол Петков (1869 - 1911), разположен в град Несебър, България.
Паметникът е разположен в Южния парк на Несебър. Открит е на 17 юни 2019 година от кмета на община Несебър Николай Димитров и председателя на Македонското братство „Тодор Александров“ Иван Бабев. Паметникът е дело на несебърския скулптор Йордан Йорданов и е изработен по поръчка на инициативен комитет и на Mакедонското братство „Тодор Александров“.